# 安達曼島擬雀鯛
安達曼島擬雀鯛，為鱸形目鱸亞目擬雀鯛科的其中一種，為熱帶海水魚，分布於東印度洋安達曼海、印尼和澳洲西北部海域，深度1-35公尺，本魚體延長，背鰭基底有黃色或橙色條紋，背鰭硬棘3枚、背鰭軟條22-25枚、臀鰭硬棘3枚、臀鰭軟條13-154枚，體長可達7公分，棲息在珊瑚礁區，生活習性不明。

## 擴展閱讀
維基物種上的相關：安達曼島擬雀鯛